# SuperBoing
SuperBoing (anteriormente, Boing) fue un contenedor televisivo destinado al público infantil y juvenil. Se estrenó el 1 de diciembre de 2008 en Telecinco 2, emitiéndose también los fines de semana en Telecinco. Tras convertirse Telecinco 2 en La Siete, la programación diaria de Boing pasó a emitirse en Factoría de Ficción. El contenedor cesó sus emisiones el 31 de diciembre de 2010 tras la fusión de Gestevisión Telecinco y Sogecuatro y el nacimiento del canal Boing cuatro meses antes.

## Historia
El 28 de noviembre de 2008, Telecinco y Turner, llegaron a un acuerdo para hacer un bloque infantil tanto en la cadena madre, como en el canal TDT, con unas 42 horas de programación semanal. Tres días después, comenzó el contenedor de dibujos Boing en Telecinco 2 (diariamente) y Telecinco (fines de semana).
Meses después, el 11 de mayo de 2009, Boing pasó de Telecinco 2 a Factoría de Ficción, del mismo grupo, con los mismos contenidos y similares horarios, ya que Telecinco 2 pasó a ser La Siete y cambió parte de su programación.
El 2 de agosto de 2010, Telecinco anunció el lanzamiento de Boing como su cuarto canal de televisión en abierto, pasando de ser un contenedor de series a un canal temático en abierto dedicado las 24 horas del día a los más pequeños de la casa, con productos estrella de Turner.
El 9 de agosto de 2010, comenzó sus emisiones en pruebas mostrando una carta de ajuste, el 23 de agosto mostrando un bucle promocional de series. y el 1 de septiembre comenzó sus emisiones oficiales. —El nuevo canal infantil de Telecinco se estrenó con un 0,58% de cuota—. Con la llegada del canal, Boing, el contenedor de series de Telecinco y Factoría de Ficción pasó a llamarse SuperBoing, aunque el 31 de diciembre de 2010 cesó sus emisiones en ambos canales tras la fusión de Telecinco y Cuatro, pasando a verse sus contenidos exclusivamente en el canal Boing.